# شاهدخت اسپانیایی
شاهدخت اسپانیایی (به انگلیسی: The Spanish Princess) یک سریال تلویزیونی درام تاریخی است که توسط اما فراست و متیو گراهام برای استارز ساخته شد. این سریال بر اساس رمان‌های شاهدخت همیشگی (۲۰۰۵) و نفرین شاه (۲۰۱۴) نوشته فیلیپا گریگوری، و در ادامه مینی سریال ملکه سفید و شاهدخت سفید است. این سریال روی زندگی کاترین آراگن (شارلوت هوپ)، موسوم به شاهدخت اسپانیایی، که به عنوان اولین همسر پادشاه هنری هشتم (روآیری اوکانر)، ملکه انگلیس شد، تمرکز دارد.
به عنوان سریال ۱۶ قسمتی طراحی گردید، هشت قسمت ابتدائی در روز ۵ مۀ ۲۰۱۹ به نمایش درآمد. در ۳ ژوئن ۲۰۱۹، استارز هشت قسمت باقی مانده را سفارش داد، که در ۱۱ اکتبر ۲۰۲۰ پخش آن شروع شد. آخرین قسمت سریال در ۲۹ نوامبر ۲۰۲۰ به نمایش درآمد.

## داستان
شاهدخت نوجوان به نام کاترین آراگون فرزند حاکمان اسپانیا فرناندوی دوم، پادشاه آراگون و ایزابلا، سرانجام برای ملاقات با شوهری که برایش در نظر گرفته شده، آرتور، شاهزاده ولز، جانشین تکلیفی هنری هفتم انگلستان، فردی که از دوران بچگی به نامزدیش درآمده بود، به انگلیس سفر می‌کند. او و افراد متمایز همراه بارگاهش، از جمله لینا، خانم تحت خدمتش که از تبار موروها است، به خاطر تقابل با آداب و رسوم انگلیسی، مورد استقبال برخی افراد قرار نمی‌گیرند. کاترین وقتی متوجه می‌شود که برادر جوانتر آرتور، هنری مغرور، دوک یورک، نویسنده نامه‌های عاشقانه‌هایی است که دریافت کرده‌است، شوکه می‌شود. وقتی آرتور به‌طور ناگهانی می‌میرد، شاهدخت به عنوان فردی که صلح را بین اسپانیا و انگلستان به ارمغان خواهد آورد، به نظر می‌رسد گرفتار سرنوشت نامعلومی است، تا اینکه توجه خود را بر، مجذوب نمودن شاهزاده هنری به خود، قرار می‌دهد.

## فهرست بازیگران
- سای بنت در نقش ماری، شاهدخت انگلیس، بعد ملکه فرانسه گردید.
- آلیسیا بوراچرو در نقش ایزابلا، ملکه کاستیا
- اندرو بوچان در نقش تامس مور
- لورا کارمایکل در نقش مارگارت «مگی» پل
- دنیل سر کئیرا در نقش دِ فوئنسالیدا، سفیر اسپانیا در انگلستان.
- آرون کابهام در نقش اُویدو، مسلمان اسپانیایی سازنده- کمان تفنگی و یکی از محافظان آراگوانی شاهدخت کاترین.
- الیوت کووان در نقش هنری هفتم، پادشاه انگلیس
- فیلیپ کامبس در نقش تامس وولسی
- آنتونیو د لا توره در نقش فرناندوی دوم، پادشاه آراگون
- پیتر ایگن در نقش دولتمرد توماس هوارد
- آلبا گالوچا در نقش ملکه خوانای کاستیل

## تولید
در روز ۱۵ مارس ۲۰۱۸، اعلام گردید که استارز با ساخت سریال موافقت کرده‌است. اما فراست و متیو گراهام قرار بود اضافه بر مدیریت اجرایی تولید در کنار کالین چندلر، اسکات هاف، چارلز پتینسون و چارلز هامپتون، به عنوان تهیه‌کننده خدمت نمایند. انتظار بر این بود که کمپانی‌های تولیدی آل۳ میدیاز نیو پیکچرز و پلی گراند در این امر مشارکت نمایند.